# Ясное (Сахалинская область)
Я́сное — село в Тымовском городском округе Сахалинской области России.

## География
Находится на берегу реки Красной, в 24 км от районного центра.

## История
По непроверенным данным, ранее поселок имени Сергея Лазо. Упоминается у А. П. Чехова.

## Население
| 2002 | 2010  | 2013  | 2021 |
| ---- | ----- | ----- | ---- |
| 1371 | ↘1180 | ↘1111 | ↘876 |

национальный и гендерный состав
По переписи 2002 года население — 1731 человек (680 мужчин, 1051 женщина). Преобладающая национальность — русские (86 %).

## Транспорт
Вблизи села расположена станция Палево Сахалинского региона Дальневосточной железной дороги.